# حمله ۲۰۱۶ کلیسا نرماندی
در ۲۶ ژوئیه سال ۲۰۱۶، دو تروریست اسلامگرا در یک کلیسای کاتولیک در سنت اتین دو رووره، نرماندی، فرانسه شمالی، به شرکت کنندگان آن حمله کردند. آنان با چاقوهای جوشکاری شده و بستن کمربندهای انفجاری تقلبی، شش نفر را به اسارت گرفتند و بعداً با شکاف گلوی یک کشیش ۸۵ ساله به اسم ژاک امل، او را کشتند و همچنین پیرمرد ۸۶ ساله ای را به شدت زخمی کردند. تروریست‌ها هنگام تلاش برای ترک کلیسا توسط واحد پلیس BRI مورد اصابت گلوله قرار گرفتند.
مهاجمان، به اسم‌های «عادل کرمیچه» و «عبدالملک پتیتیجان» ۱۹ ساله، با دولت اسلامی عراق و شام (داعش) که مسئولیت حمله را بر عهده گرفتند، بیعت کرده بودند.

## حمله
در حدود ساعت ۹:۴۵ صبح ۲۶ ژوئیه ۲۰۱۶، دو مرد با چاقو و یک قبضه اسلحه دستی به هنگام برگزاری مراسم عبادی وارد کلیسای قرن شانزدهم سنت اتین دو رووره شدند. ژاک امل، سه راهبه، و دو کشیش به عنوان گروگان گرفته شده بودند و به آنان دستور دادند که در یک گروه با هم بنشینند. یک مهاجم کمربند انفجاری تقلبی بسته بود و دیگری کوله پشتی ساخته شده به همراه داشت که به نظر می‌رسید مثل یک بمب است. بعداً این اسلحه به عنوان «تپانچه قدیمی و غیرفعال» توصیف شد.
یک گروگان گفت که مهاجمان از خود فیلم گرفتند و "نوعی خطبه " را در محراب به زبان عربی انجام دادند. در فیلم ضبط شده، که بعداً توسط پلیس پیدا شد، مهاجمان فریاد می‌زدند «شما مسیحیان ما را می‌کشید».
مهاجمان ژاک امل را مجبور کردند که در زیر محراب زانو بزند و سپس بعد از فریاد زدن " الله اکبر " گلوی او را بریدند. ژاک امل سعی کرده بود مقاومت کند و می‌گفت «دور شو شیطان» و مهاجمان را با پاهایش دور کرد. پس از کشته شدن کشیش، آنان به یک گروگان دیگر که کشیش ۸۶ ساله بود، دستور دادند که از او عکاسی یا فیلم‌برداری کند. سپس مهاجمان با چاقو، وی را به شدت مجروح کردند. گروگان‌های دیگر تا حد زیادی آسیب ندیده بودند پس از قتل، این دو نفر با راهبه‌ها دربارهٔ قرآن صحبت کردند. یکی همچنین هشدار داد «تا زمانی که بمب‌هایی به سوریه وجود داشته باشد، ما به حملات خود ادامه خواهیم داد».
در جریان قتل، یک راهبه که گروگان بود، بدون اینکه مهاجمان متوجه شوند، به بیرون دوید. او یک راننده در حال عبور را متوقف کرد و در نتیجه پلیس مطلع شد. پس از آنکه پلیس در کلیسا وارد شدند، آنها سعی به مذاکره با این دو نفر از طریق یک پنجره باز کوچک داشتند. سپس پلیس مسلح تلاش کرد وارد کلیسا شود و گروگان‌گیری را خاتمه دهد، اما مهاجمان گروگان‌ها را به عنوان سپر انسانی در جلوی در به صف کرده بودند. حدود ساعت ۱۰:۴۵ صبح، گروگان‌ها از کلیسا فرار کردند و به دنبال آنها دو مهاجم نیز آمدند. آنها که اسلحه به دست داشتند، با فریاد «الله اکبر» توسط مأموران تیپ تحقیق و مداخله روآن به ضرب گلوله کشته شدند.
چند ساعت پس از حمله، خبرگزاری اعماق وابسته به داعش گفت که این حمله در پاسخ به ائتلاف کشورها علیه داعش، صورت گرفت و توسط دو «سرباز» از این گروه انجام شد. در ۲۷ ژوئیه، اعماق ویدئویی از بیعت دو عامل جنایت با ابوبکر البغدادی منتشر کرد.

## ژاک امل
ژاک امل (متولد ۱۹۳۰ در دارنتال) در کلیسای St. -Antoine در لو پوتی کووییی در سال ۱۹۵۸ به عنوان نایب السلطنه، در کلیسای Notre-Dame de Lourdes در سوتووی لروآن در ۱۹۶۷ به عنوان نایب السلطنه معرفی شد. او کشیش کلیسا در Saint-Pierre-lès-Elbeuf در سال ۱۹۷۵ بود و به عنوان یک کشیش کلیسا در Cléon در سال ۱۹۸۸ فعالیت داشت. وی در سال ۲۰۰۰ به کلیسای سنت اتین دو رووره پیوست و در سال ۲۰۰۵ نقش خود را به عنوان کشیش کمکی این کلیسا بر عهده گرفت. وی با محمد کارابیلا، رئیس شورای منطقه ای ایمان مسلمان نرماندی، در یک کمیته بین ادیان کار کرد.

## مجرمان
یکی از مهاجمان به نام عادل کرمیچه ۱۹ ساله متولد الجزایر شناخته شد. کرمیچه، که در Saint-Etienne-du-Rouvray زندگی می‌کرد، در سال ۲۰۱۵ دو بار تلاش کرده بود به سوریه سفر کند. او یک بار توسط آلمان برگردانده شد، و یک بار توسط مقامات در مرز ترکیه برگردانده شد. در نتیجه، او قبل از آزادی در مارس ۲۰۱۶ مدتی را در زندان فرانسه گذراند. کرمیچه پس از نوشتن نامه به قاضی آزاد شد و در نامه گفته بود "من یک مسلمان بر اساس ارزش‌های رحمت، مهربانی هستم (. . .) من افراطی نیسم "و اصرار داشت که او دو بار در روز نماز خود را خوانده و"می‌خواسته که دوستانش را ببینید و ازدواج کند". دادستان با آزادی وی مخالفت کرد. پس از آزادی، به وی پای بند الکترونیکی زدند و مقررات منع رفت‌وآمد برای وی ایجاد کردند و او را به زندگی در خانه پدر و مادرش در نزدیکی کلیسا ملزم کردند. او فقط بین ساعات ۰۸:۳۰ تا ۱۲:۳۰ و ۱۴:۰۰ تا ساعت ۱۸:۰۰ آزاد بود که خانه را ترک کند. مانوئل والس، نخست وزیر فرانسه، گفت که آزادی کرمیچه «ناکامی» عدالت فرانسه است. نوشته‌های کرمیچه پس از مرگ وی یافت شد، که او در مورد ملاقات با «راهنمای معنوی» خود در زندان فرانسه صحبت کرد، وی این راهنما را «شیخ» خود خواند، که «به او ایده‌هایی داد». نامزد کرمیچه به اسم «سارا هروت»، «مسلمان شده»، و یکی از توطئه کنندگان توطئه بمب پاریس بود.
در ۲۸ ژوئیه، مهاجم دوم به اسم عبدالملک پتیجیتان ۱۹ ساله متولد فرانسه شناخته شد. وی پس از تلاش برای ورود به سوریه از ترکیه «از ۲۹ ژوئن در رادار پلیس بود». اطلاعات فرانسه چهار روز قبل از حمله تصویر وی را دریافت کرده بود، اما در آن زمان دادستانی گفت که به آنها هیچ نام یا توضیحی نوشته نشده بود. وی در سن-دیه-ده-ووژ، در لورن متولد شد و در اکس-له-بن، جنوب شرقی فرانسه بزرگ شد. وی دانشجوی بازرگانی و دارایی بود که چند سال قبل از حمله به اسلام گرویده بود. مادر وی به خبرنگاران گفت که او قبل از حمله به دیدن پسر عموی خود در شمال شرقی فرانسه رفته بود و او نمی‌داند که وی چگونه به سن اتین دو رورو قرار رفته‌است.

## تحقیق و بررسی
پلیس پس از حمله به یک خانه در حومه شهر یورش برد و یک نفر را دستگیر کرد. این حادثه توسط قضات ضد تروریسم در دست بررسی است. 
در ابتدا پلیس تلاش کرد که چگونگی ملاقات این دو نفر را متوجه شود، آنان به یک کانال بسته (غیرعمومی) در برنامه پیام رسان تلگرام رسیدند که کرمیچه در آن پست کرده بود. به گزارش روزنامه فرانسوی پاریزین، به نقل از منابع نزدیک به تحقیقات، کرمیچ و پتیتیان ۴ روز قبل از حمله در تلگرام ملاقات داشته‌اند. پتیتیزان سپس به ۷۰۰ کیلومتری Étienne-du-Rouvray، سفر کرد و در همان روز به زادگاهش اکس-له-بن رسید. یک جنگجوی ۲۹ ساله فرانسوی داعشی از روآن به تأثیر گذاری مهاجمان جهت انجام این حمله از طریق تلگرام مظنون است، او از پایگاه خود در عراق یا سوریه، با تلگرام مهاجمان را تحریک کرد.
دو مرد، مظنون به آگاهی از برنامه‌های کرمیچه و پتیتیتان، متهم به توطئه شدند و در هفته‌های پس از حمله به بازداشتگاه منتقل شدند. یکی پسر عموی ۳۰ ساله پتیتیزان و دیگری جوان ۲۱ ساله ای که دو روز قبل از حمله از تولوز برای ملاقات با عاملان به سن اتین دو روورا سفر کرده بود.

## زمینه
مراسم تشییع ژاک امل برای هر روز هفته ساعت ۰۹:۰۰ در کلیسا برنامه‌ریزی شد.
آندره تورنیلی، در روزنامه لا استامپا، نوشت: «این اولین بار است که یک کشیش در داخل یک کلیسای اروپا می‌میرد». او در ادامه به مرگ دیگر کشیشان کاتولیک در غرب به دست سارقان عادی یا افراد ضد دین اشاره کرد و حملات اسلام گرایان در آفریقا و آسیا را یادآور شد.
گزارش شد که سید احمد غلام، لیستی از کلیساها داشت که شامل حمله به همین کلیسا بود.

## واکنش‌ها
نخست‌وزیر فرانسه، مانوئل والس، در توییتر خود گفت، "کل فرانسه و همه کاتولیک‌ها آسیب دیدند. ما کنار هم خواهیم ایستاد ".
سخنگوی واتیکان، فدریکو لومباردی گفت که پاپ فرانسیس در جریان تحولات قرار دارد و از «خشونت پوچ» احساس درد و وحشت می‌کند.
اسقف اعظم روئن، دومینیک لبرون، که در روز جهانی جوانان در کراکوف، لهستان شرکت کرد، در واکنش به این حمله گفت: "من با همه حسن نیت، خدا را فریاد می‌زنم. من از افراد غیر مومن دعوت می‌کنم تا در این فریاد شرکت کنند. کلیسای کاتولیک نمی‌تواند سلاح‌های دیگری به غیر از دعا و برادری در بین مردان را به دست بگیرد». کاردینال استانیسلاو دزیویس، اسقف اعظم کراکوف از شرکت کنندگان در WYD خواست که برای همه قربانیان حملات تروریستی اخیر دعا کنند، به ویژه برای ژاک امل ″ که امروز هنگام جشن مسیح در فرانسه به قتل رسید. ″
از کاردینال Sean O'Malley، اسقف اعظم بوستون، که در روز جهانی جوانان شرکت می‌کرد، سؤال شد که آیا می‌توان از ژاک امل به عنوان یک شهید نام برد و او تأیید کرد و گفت "این مسئله نفرت از ایمان است". و توضیح داد که "کلیسا برای شهادت یافتن مستلزم کشته شدن فرد به چنین دلیلی است". صحبت از پاسخ کاتولیک‌ها به مسلمانان، کاردینال اومالی افزود: "اسلام اهریمنی همیشه خطر بزرگی است… ما باید کاملاً واضح بدانیم که همه را با یک برس نقاشی نمی‌کنیم.
بی‌بی‌سی گزارش داد که این حمله موجی از «دعا، همبستگی و تصاویر مسیحی» را در شبکه‌های اجتماعی برانگیخت. و به گفته خبرنگار امنیتی بی‌بی‌سی، فرانک گاردنر، «انتخاب یک کلیسا توسط مهاجمان … از یک خط قرمز جدید در تاریخ تلخ حملات اخیر به قاره اروپا عبور می‌کند».
محمد کارابیلا، رئیس شورای منطقه ای ایمان مسلمان شهر نرماندی و امام جماعت یک مسجد محلی در مورد کرمیچه گفت: «ما قصد نداریم اسلام را با این شخص آلوده کنیم» و «ما در آماده‌سازی جنازه یا دفن مشارکت نخواهیم کرد». دفتر شهردار تصمیم خواهد گرفت که جسد در شهر دفن بشود یا خیر. در تاریخ ۳۰ ژوئیه، مسلمانان به عنوان احترام به کشیش مقتول، در کلیساهای سراسر فرانسه و ایتالیا شرکت کردند.
در تاریخ ۳۱ ژوئیه، چند نفر در مالت با قرار دادن تکه‌های گوشت خوک در داخل چندین جلد از قرآن، هتک حرمت قرآن را انجام دادند. عاملان این حادثه عکسی از ژاک امل با عنوان «قربانی اسلام» برجای گذاشتند.

## حملات مشابه
در فوریه ۲۰۱۷، نیویورک تایمز گزارش داد که حمله کلیسای نرماندی در سال ۲۰۱۶ بخشی از نقشه یک گروه بود که طرح حداقل چهار حمله دیگر را در فرانسه طی بازه زمانی ۱۳ ماهه داشتند.